# Дон Харви
Доналд Патрик „Дон” Харви II (енгл. Donald Patrick "Don" Harvey II; Сент Клер Шорс, 31. мај 1960), амерички је позоришни, филмски и ТВ глумац.
Познат по својим споредним наступима у популарним филмовима као што су Шоу наказа 2 (1987), онда улога бејзбол играча Чарлса Ризберга, званог „Швеђанин” у спортском филму „Осам ван игре” (1988), наредника америчке војске Томаса Кларка у војној драми Жртве рата (1989), плаћеник Гарбер у акционом филму Умри мушки 2 (1990), оперативац ЦИА по имену Сникерс у комедији Хадсон Хок (1991) и секундарни антагонист наредник Смол у постапокалиптичном филму Тенк девојка (1995), Реликвија (1997), Гангстерски одред (2012), те серија Пам и Томи (2022). Радио је са редитељима као што су Брајан де Палма, Кевин Рејнолдс, Рени Харлин, Рејчел Талалај, Оливије Мегатон и многим другим.